# 결절
결절(結節, nodule)은 의학에서 피부 안쪽이나 밑에 딱딱하고 솟아오른 조직이나 유체로, 그 지름은 0.5 센티미터를 초과한다. 결절은 상해를 입을 경우 힘줄이나 근육에 형성될 수 있다. 성대 또한 결절을 일으킬 수 있다. 결절은 일반적으로 양성에 속하며 대부분 무통이지만 장기의 기능에 영향을 줄 수 있다.
성대결절, 갑상선결절, 류마태스성결절을 예로 들 수 있다. 종기와 카포시 육종은 피부과학결절을 일으키는 것으로 알려져 있다.
성병 임질은 질병에 희생된 사람들에게 질과 입의 결절 병인으로도 알려져 있다.
0.5 센티미터 미만 높이의 연조직 병변은 구진으로 부를 수 있다.

## 같이 보기
- 구진
- 성대결절
- 폐결절